# لوبي فياسكو
واسالو محمد جاكو (من مواليد 16 فبراير 1982)، المعروف باسمه الفني لوبي فيَاسكو، هو مغني راب أمريكي ومنتج تسجيلات. صعد إلى الشهرة عام 2006 بعد نجاح ألبومه الأول Lupe Fiasco’s Food & Liquor. أدى دور قائد فرقة الروك اليابانية كارتون تحت اسمه الحقيقي. وبصفته رجل أعمال، شغل فيَاسكو منصب الرئيس التنفيذي لشركة (1st و15th Entertainment).

## وصلات خارجية
- لوبي فياسكو على موقع IMDb (الإنجليزية)
- لوبي فياسكو على موقع ميوزك برينز (الإنجليزية)
- لوبي فياسكو على موقع ميوزك برينز (الإنجليزية)
- لوبي فياسكو على موقع رولينغ ستون (الإنجليزية)
- لوبي فياسكو على موقع إن إن دي بي (الإنجليزية)
- لوبي فياسكو على موقع أول ميوزيك (الإنجليزية)
- لوبي فياسكو على موقع أول ميوزيك (الإنجليزية)
- لوبي فياسكو على موقع أول ميوزيك (الإنجليزية)
- لوبي فياسكو على موقع ديسكوغز (الإنجليزية)
- لوبي فياسكو على موقع ديسكوغز (الإنجليزية)
- موقع لوبي فياسكو الرسمي